# セクシー女優総選挙
『セクシー女優総選挙』（せくしーじょゆうそうせんきょ）は、2011年月からつくばテレビが制作しエンタ!371（後にエンタ!959）で不定期に放送されているバラエティ番組である。
2016年2月の段階で第4回まで行われている。実際のタイトルは『第○回セクシー女優総選挙』となる（○の部分には回数が入る）。また、番外編が1回行われている。

## 概要
個人戦ではなくチーム対抗戦である。エントリーされていたのは3組で、同局で当時放送されていたセクシー女優（AV女優及び元AV女優）の冠番組である（みひろの『みっひーランド』、かすみ果穂の『かすみレディオ』、希志あいのの『あいのエチュード』）。優勝チームは海外ロケが、最下位のチームには罰ゲームが待っている。
公開収録となっており、勝負は1回戦から3回戦までの合計得点で決定する。番組レギュラーのみならず、ゲストも参加している。進行MCはつくばテレビディレクターである高橋慎。

### 競技内容
1回戦は各番組のDVDの売り上げ枚数により決定するため、当日の観客に左右されないものとなっている（事前にスタッフが集計している。また枚数は公表されず、順位のみの発表となっている）。ポイントは、1位から順に100、80、50と割り振られており、これは各回共通である。
2回戦は各番組からお題（番組の定番コーナー）を課題として出すため、2回戦は3回勝負する事となる。お題の度に観客の拍手で優劣が決定し、それを総合判定したものが2回戦の得点となる。
3回戦は当日のオリジナル競技となっている。第1回のみ観客投票となっているが、第2回はジャンケン（トーナメント）、第3回は腕相撲（トーナメント）、第4回はモノボケデスマッチと、壇上の直接勝負で勝敗が決定していた（第2回、第3回は1対1の個人戦）。
- 腕相撲については、現役の女子プロレスラー安藤あいかが『あいのエチュード』チームとして参加していたが、レフェリーに回り不参加だった。優勝は西野翔（『あいのエチュード』）[2][3]。
- モノボケデスマッチは、「用意された小道具（モノ）を使ってボケてみせ、相手チーム（2チーム6人）をより大勢笑わせる」という形式であった。このため各チーム3名ずつ人数を合わせている（過去3回は各チームの人数は統一されていなかった）。なおボケ役に回るのは1名ずつである。

### 出演者、勝敗等
（マ）は恵比寿マスカッツのメンバー（当時）を示している（下記のゲストも同様）。

#### レギュラーメンバー
全員AV女優（もしくは元AV女優）である。
みっひーランド
みひろ（マ）、糸矢めい、七海なな
かすみレディオ
かすみ果穂（マ）
あいのエチュード
希志あいの（マ）
番組レギュラーとしては、かすみ果穂も『みっひーランド』の一員であるが、当番組ではエントリーが異なっている。ただし、第3回では『みっひーランド』が優勝した途端、チームの3人に駆け寄っていた。優勝旅行にも同行し、『かすみレディオ　番外編 イン ラスベガス』も収録している。
希志あいのは第4回に限りキシオとして参加している（テロップ及び紹介もキシオ）。定番の男装キャラクターで、設定としては希志とは別人になっている（実際は男装であるが、設定上は男）。

#### ゲスト、勝敗等
| 回数  | 収録日 / 初回放送日     | 海外旅行先 / 罰ゲーム                     | オリジナル競技     | 1位 / ゲスト                                           | 2位 / ゲスト                                     | 3位 / ゲスト                      |
| ----- | ----------------------- | ----------------------------------------- | ------------------ | ------------------------------------------------------ | ------------------------------------------------ | --------------------------------- |
| 第1回 | 2011年8月27日 / 11月5日 | グアム / 不明                             | 観客投票           | 『~レディオ』                                          | 『~エチュード』 / 希崎ジェシカ（マ）             | 『~ランド』                       |
| 第2回 | 2012年2月19日 / 4月1日  | ハワイ / 全身タイツ                       | ジャンケン         | 『エチュード』 / 初音みのり（マ）                      | 『レディオ』                                     | 『ランド』                        |
| 第3回 | 2012年8月25日 / 9月21日 | ロサンゼルス ラスベガス / 白鳥タイツ（※） | 腕相撲             | 『ランド』                                             | 『エチュード』 / 安藤あいか（マ） / 西野翔（マ） | 『レディオ』 / 希崎ジェシカ（マ） |
| 第4回 | 2013年1月13日 / 2月1日  | （未定） / スギちゃんのコスプレ           | モノボケデスマッチ | 『エチュード』 / 初音みのり（マ） / 希崎ジェシカ（マ） | 『レディオ』 / 小島みなみ / 成瀬心美             | 『ランド』                        |

※白鳥タイツは、股間に白鳥の首が設置されているもの。
チームについて
『かすみレディオ』は1位から3位まで全て経験している。
『みっひーランド』は最下位の常連である。糸矢めいは#53（初回放送2014年8月2日）で降板（芸能活動からも引退）しており、以後は3名体制となっている。
『あいのエチュード』は1位と2位の経験しかなく、また2度優勝している。2014年12月で番組が終了し、また希志あいの自身も2015年12月で引退している。
ゲストについて
安藤あいか以外はAV女優（当時）である。
ゲストの条件は、同番組にゲスト出演した人物の中から選ばれている。
『みっひーランド』はゲストなし（通常放送もゲストはほとんど呼ばれない）。
『かすみレディオ』は第2回までゲストなし（第1回は桜木凛が参加する予定であったが、当日急遽欠席となっている）。
成瀬心美は当時『ここみんTV』という冠番組を持っていたが、『かすみレディオ』から出場している（2012年10月放送の『かすみレディオ』にゲスト出演している）。なお『ここみんTV』は全6回（2012年11月~2013年4月）で終了した。翌月から小島みなみと紗倉まなの『GO!GO!こじまな号』が開始された（2015年9月まで）。
小島みなみは当日成人式を欠席し、収録に参加している（途中で明言している）。
初音みのりは2回参加して2回とも優勝している。
希崎ジェシカは1位から3位まで全て経験している。また、唯一2チームから参加している。3回の参加は、ゲストとしては最多となる。

### DVD化
『みっひーランド』に収録されている（ポニーキャニオンより）
- みっひーランド5（2011年12月21日） - 第1回を収録
- みっひーランド8（2012年7月18日） - 第2回を収録
- みっひーランド11（2013年1月16日） - 第3回を収録

## 派生番組
優勝チームは海外ロケを行うため、様々な番組が収録された（第4回は未定）。以下、特記のない日付は、番組の場合は初回放送日、DVDの場合は発売日。

### 第1回（2011年、グアム）
たびとも かすみ果穂×希志あいの（12月3日）
『たびとも』シリーズ第8弾（前編）。プライベート映像を使用した気ままな旅を撮影したバラエティー番組。DVD発売2012年1月（未公開映像収録）
たびとも かすみ果穂×希志あいの 後編（2012年2月1日）
「お風呂でガールズトーク」、「マリンスポーツ」、「手紙交換」など。DVD発売日2012年1月29日（未公開映像収録）
かすみレディオ番外編 イン グアム（2012年1月18日）
キシオ（希志あいの）を同行。DVD発売日2011年12月21日（ポニーキャニオン）。

### 第2回（2012年、ハワイ）
ヴィーナス・フューチャー#107（8月18日）~108（9月19日）
ドキュメント番組。あいのエチュード番外編として『ハワイで希志レディオ』と称し、台本なしで希志あいのと初音みのりに密着。
たびとも 希志あいの×初音みのり（8月19日）
プライベート風旅番組。DVD発売日9月2日（未公開映像収録）。

### 第3回（2013年、ロス、ラスベガス）
みっひーランド（通常放送分）
#36（3月2日）~41（8月3日） - ロス・ラスベガスロケ。
#43（10月5日）~44（11月2日） - 9月16日の公開収録（前後編） 。ロス・ラスベガスロケに関するトーク、現地で企画された衣装の披露など。
特番等
『みひろのウ・ラ・ド・リ』（5月2日） - みひろが仕掛け人となり、ロケの同行者3名にドッキリを行う。
『かすみレディオ』#12（5月17日）~13（6月16日） - ロス・ラスベガスロケ。
- 前編「LAで一番モテるのは誰だ？！」、「公開口喧嘩選手権」。
- 後編「かほのエチュード」、「女だけの部屋飲み＆UNO対決」。

『エンタ！959ライブ #9』（9月16日） - 「みひろのウラドリDVD発売記念イベント」。
DVD（ポニーキャニオン）
姫姫旅行 presents 『みひろのウ・ラ・ド・リ』ロサンゼルス編（5月15日）
かすみレディオ　番外編 イン ラスベガス（8月21日）
みっひーランド ロス☆ラスベガスの旅 前編（9月18日）
みっひーランド ロス☆ラスベガスの旅 後編（9月18日）

## 番外編
『かすみレディオ』#23（2014年4月放送）にて。同年3月2日に「pink tokyo　2014」がディファ有明で行われた際、公開収録したものである。
ただし、エントリーの3チーム目は『あいのエチュード』ではなく『凛とジェシカのファイト一発』となっている。また、各チーム1名ずつとなっており、『みっひーランド』チームは七海ななが、『~ファイト一発』チームは桜木凛が登場した（七海と桜木は同じ事務所プライムエージェンシーの所属である）。

## その他
2020年5月15日、YouTubeエンタちゃんチャンネルにて「第4回番組対抗セクシー女優総選挙」がが名作劇場として公式配信された。